# Golden State Warriors 2014-2015
La stagione 2014-15 dei Golden State Warriors fu la 66ª nella NBA per la franchigia.
I Golden State Warriors vinsero la Pacific Division della Western Conference con un record di 67-15. Nei play-off vinsero il primo turno con i New Orleans Pelicans (4-0), la semifinale di conference con i Memphis Grizzlies (4-2), la finale di conference con gli Houston Rockets (4-1), vincendo poi il titolo battendo nella finale NBA i Cleveland Cavaliers (4-2).

## Scelta draft
Golden State non ha alcuna scelta al draft NBA.

## Roster
| \| Pos. \| Num. \| Naz. \| Nome \| Altezza \| Peso \| Data nascita \| Provenienza \| \| ---- \| ---- \| ---- \| ------------------ \| ------- \| ------ \| ------------ \| ------------------------------------- \| \| G \| 19 \| \| Barbosa, Leandro \| 191 cm \| 88 kg \| 28-11-1982 \| Bauru (Brazil) \| \| A \| 40 \| \| Barnes, Harrison \| 211 cm \| 116 kg \| 30-05-1992 \| North Carolina \| \| C \| 12 \| \| Bogut, Andrew \| 213 cm \| 111 kg \| 28-11-1984 \| Utah \| \| G \| 30 \| \| Curry, Stephen \| 191 cm \| 84 kg \| 14-03-1988 \| Davidson \| \| C \| 31 \| \| Ezeli, Festus \| 211 cm \| 116 kg \| 21-10-1989 \| Vanderbilt \| \| A \| 23 \| \| Green, Draymond \| 201 cm \| 104 kg \| 04-03-1990 \| Michigan State \| \| G/AP \| 7 \| \| Holiday, Justin \| 198 cm \| 84 kg \| 05-04-1989 \| Washington \| \| A \| 9 \| \| Iguodala, Andre \| 198 cm \| 94 kg \| 28-01-1984 \| Arizona \| \| C \| 1 \| \| Kuzmić, Ognjen \| 216 cm \| 114 kg \| 16-05-1990 \| Unicaja (Spain) \| \| G \| 10 \| \| Lee, David \| 206 cm \| 113 kg \| 29-04-1983 \| Florida \| \| G \| 34 \| \| Livingston, Shaun \| 201 cm \| 80 kg \| 11-09-1985 \| Peoria Central High School (Illinois) \| \| A \| 20 \| \| McAdoo, James \| 206 cm \| 104 kg \| 04-01-1993 \| North Carolina \| \| G/AP \| 4 \| \| Rush, Brandon \| 198 cm \| 106 kg \| 07-07-1985 \| Kansas \| \| C \| 5 \| \| Speights, Marreese \| 208 cm \| 111 kg \| 04-08-1987 \| Florida \| \| G \| 11 \| \| Thompson, Klay \| 201 cm \| 93 kg \| 08-02-1990 \| Washington State \| | Allenatore - Steve Kerr Assistente/i - Ron Adams (Vice-allenatore) - Alvin Gentry (Vice-allenatore) - Luke Walton (Vice-allenatore) - Jarron Collins (Vice-allenatore per lo sviluppo dei giocatori) - Bruce Fraser (Vice-allenatore per lo sviluppo dei giocatori) - Keke Lyles (Vice-allenatore per lo sviluppo dei giocatori) - Johan Wang (Preparatore atletico) - Drew Yoder (Assistente preparatore) Legenda - (C) Capitano - (FA) Free agent - (S) Sospeso - (TW) Contratto Two-way - (GL) Assegnato a squadra G League affiliata - Infortunato Roster • Transazioni · Ultima transazione: 30 giugno 2015 |                                 |                    |         |        |              |                                       |
| Pos. | Num. | Naz.                            | Nome               | Altezza | Peso   | Data nascita | Provenienza                           |
| G | 19 | Brasile (bandiera)              | Barbosa, Leandro   | 191 cm  | 88 kg  | 28-11-1982   | Bauru (Brazil)                        |
| A | 40 | Stati Uniti (bandiera)          | Barnes, Harrison   | 211 cm  | 116 kg | 30-05-1992   | North Carolina                        |
| C | 12 | Australia (bandiera)            | Bogut, Andrew      | 213 cm  | 111 kg | 28-11-1984   | Utah                                  |
| G | 30 | Stati Uniti (bandiera)          | Curry, Stephen     | 191 cm  | 84 kg  | 14-03-1988   | Davidson                              |
| C | 31 | Nigeria (bandiera)              | Ezeli, Festus      | 211 cm  | 116 kg | 21-10-1989   | Vanderbilt                            |
| A | 23 | Stati Uniti (bandiera)          | Green, Draymond    | 201 cm  | 104 kg | 04-03-1990   | Michigan State                        |
| G/AP | 7 | Stati Uniti (bandiera)          | Holiday, Justin    | 198 cm  | 84 kg  | 05-04-1989   | Washington                            |
| A | 9 | Stati Uniti (bandiera)          | Iguodala, Andre    | 198 cm  | 94 kg  | 28-01-1984   | Arizona                               |
| C | 1 | Bosnia ed Erzegovina (bandiera) | Kuzmić, Ognjen     | 216 cm  | 114 kg | 16-05-1990   | Unicaja (Spain)                       |
| G | 10 | Stati Uniti (bandiera)          | Lee, David         | 206 cm  | 113 kg | 29-04-1983   | Florida                               |
| G | 34 | Stati Uniti (bandiera)          | Livingston, Shaun  | 201 cm  | 80 kg  | 11-09-1985   | Peoria Central High School (Illinois) |
| A | 20 | Stati Uniti (bandiera)          | McAdoo, James      | 206 cm  | 104 kg | 04-01-1993   | North Carolina                        |
| G/AP | 4 | Stati Uniti (bandiera)          | Rush, Brandon      | 198 cm  | 106 kg | 07-07-1985   | Kansas                                |
| C | 5 | Stati Uniti (bandiera)          | Speights, Marreese | 208 cm  | 111 kg | 04-08-1987   | Florida                               |
| G | 11 | Stati Uniti (bandiera)          | Thompson, Klay     | 201 cm  | 93 kg  | 08-02-1990   | Washington State                      |